# باتريك ليتل
باتريك ليتل (بالإنجليزية: Patrick Little)‏ (و. 1884 – 1963 م)هو سياسي، وصحفي من جمهورية أيرلندا .
توفي في دبلن .

## التعليم
تعلم في جامعة كلية دبلن.